# 이몽 (후한)
이몽(李蒙, ? ~ 195년)은 중국 후한 말 동탁 휘하의 무장이다. 동탁 사후엔 이각 등을 도왔다.

## 생애
동탁을 섬겼다. 190년(초평 원년) 반동탁 연합군이 궐기하자 이몽도 서영과 함께 출전하였다. 192년, 동탁이 왕윤과 여포 일당에게 주살당하였다. 사면도 거부당한 이각, 곽사, 장제 등은 홍농군 섬현(陝縣)에서부터 장안으로 진격해왔다. 도중에 번조·왕방 등 많은 사람들이 합류하였고, 이몽 역시 그중에 하나였다. 수천 명이었던 군세는 장안에 다다랐을 때 10여만 명으로 불어났다. 포위한 지 8일 만에 여포군의 수병(叟兵) 내지 촉병(蜀兵)들이 내응해와 장안을 함락시키고 왕윤 정권을 무너트렸다. 195년(흥평 2년) 무군중랑장(撫軍中郞將)의 직위에 있었는데 이각에게 살해당했다.

## 삼국지연의
사서가 아닌 소설 《삼국지연의》에서는 이몽과 왕방이 장안 내부에서 성문을 열어주는 것으로 설정하였다. 이후 서량태수 마등과 병주자사 한수가 쳐들어온다. 가후가 이각 등에게 가만히 버티기만 하면 이길 것이라 진언하자 이몽과 왕방이 그것은 좋은 계책이 아니라며 자신들이 나가 싸우겠다고 한다. 15,000명을 받아 출격하는데 왕방이 마등의 17세 아들 마초와 겨루다 죽는다. 이몽은 진영으로 돌아가는 마초의 뒤를 찌르려다가 거꾸로 생포당하고 마등·한수에게 끌려가 참수에 처해진다.

## 참고 문헌
- 《후한서》72권 열전 제62 동탁